# تاليساي
تاليساي (بالإنجليزية: Talisay, Cebu)‏ هي مدينة في الفلبين، تتبع سيبو (الفلبين)، بلغ عدد سكانها 200٬772  نسمة، في 1 مايو 2010، تبلغ مساحتها 39٫87 كيلومتر مربع، رمزها البريدي هو 6045.

## الموقع
تشترك في الحدود مع:
- مدينة سيبو
- Minglanilla [الإنجليزية]‏.

## التقسيمات الإدارية
- Biasong ‏
- Bulacao ‏
- Cadulawan [الإنجليزية]‏
- Camp IV ‏
- Cansojong [الإنجليزية]‏
- Dumlog ‏
- Jaclupan, Cebu [الإنجليزية]‏
- Lagtang [الإنجليزية]‏
- Lawaan I ‏
- Lawaan II, Talisay, Cebu [الإنجليزية]‏
- Lawaan III ‏
- Linao ‏
- Maghaway [الإنجليزية]‏
- Manipis ‏
- Mohon ‏
- Poblacion ‏
- Pooc, Talisay, Cebu [الإنجليزية]‏
- San Isidro ‏
- San Roque ‏
- Tabunoc ‏
- Tangke ‏
- Tapul ‏.

## أعلام
- روبرت لاباجالا